# 斎藤洋三
斎藤 洋三（さいとう ようぞう、齋藤 洋三、1932年10月2日 - 2024年7月14日）は日本の耳鼻咽喉科学者。1964年にスギ花粉症を世界ではじめて報告した。

## 人物
1958年、東京医科歯科大学医学部卒業、1963年、東京医科歯科大学博士課程修了。同大学助手、講師、助教授、神尾記念病院顧問を歴任。1983〜1998年、東京都花粉症対策検討委員会会長。2000年、日本花粉学会学術賞を受賞。

## 著書
- 『花粉症の予防と治療』有斐閣選書、1988
- 『花粉症の最新治療』主婦と生活社、1996（新編 2003、改訂新版 2007）
- 『これで安心！花粉症 Q&A―最新・花粉症の予防と治療法』木馬書館、1996
- 『花粉症―総合的な学習』共著、少年写真新聞社、2000

## 編著
- 『スギ花粉症―アレルギー性鼻炎のあなたに』すずさわ書店、1980（増補改訂版 1985）
- 『アレルギー―原因の究明と治療法はここまで進んだ』有斐閣選書、1981
- 『アレルギー性鼻炎と花粉症―予防と治療の最新情報』有斐閣選書、1984
- 『歯科学生のための耳鼻咽喉科・頭頸部外科学』共編、南江堂、1989
- 『アレルギー性鼻炎と花粉症の診療 Q＆A』臨床医薬研究協会、1990
- 『アトピー―話題の現代病の最新知識』有斐閣選書、1990
- 『花粉症の科学』共編、化学同人、1994
- 『アレルギー―治療と予防の最前線』有斐閣選書、1998

## 翻訳
- R・B・ノックス『花粉とアレルギー』朝倉書店、1981